# Tim Murphy
Timothy Francis "Tim" Murphy, född 11 september 1952 i Cleveland, Ohio, är en amerikansk republikansk politiker. Han representerade delstaten Pennsylvanias 18:e distrikt i USA:s representanthus mellan 2003 och oktober 2017.
Murphy avlade 1974 sin grundexamen vid Wheeling Jesuit University. Han avlade sedan 1976 sin master vid Cleveland State University och 1978 sin doktorsexamen vid University of Pittsburgh. Han arbetade sedan som psykolog i Pennsylvania och undervisade vid University of Pittsburgh. Han var ledamot av delstatens senat 1996-2002.
Murphy besegrade demokraten Jack Machek i kongressvalet 2002 med 60% av rösterna mot 40% för Machek.
I oktober 2017 avgick Murphy från sin plats i USA:s representanthus, efter att det kommit fram att han uppmanat sin älskarinna att göra abort, trots att han varit en förespråkare mot abort.
Murphy är katolik av irländsk härkomst. Han och hustrun Nan har en dotter, Bevin.